# Адлер — Красная Поляна
А́длер — Кра́сная Поля́на — совмещённая автомобильная («Новое Краснополянское шоссе») и железнодорожная магистраль протяжённостью 48,2 км, автомобильная часть которой относится к федеральной автодороге А149. Построена к Зимней олимпиаде 2014 года. Введена в эксплуатацию в ноябре 2013 года.

## Маршрут
Трасса проходит полностью по территории Адлерского района города Сочи Краснодарского края.

## История
Строительство дороги было начато в 2009 году. Пропускная способность железнодорожного участка — до 8500 пассажиров в час, по автомобильной дороге — до 11 500 человек в час. Магистраль обеспечила доставку зрителей и участников соревнований на спортивные объекты Красной Поляны и к ледовым дворцам Олимпийского парка в Имеретинской низменности. 10 декабря 2010 года произошла сбойка тоннелей Тоннельного комплекса № 1: символическую красную кнопку нажал вице-премьер Дмитрий Козак. Гости приехали к тоннелю по первым построенным 15 км железной дороги.

## Характеристика трассы
На совмещённой автомобильной и железной дороге протяжённостью 48 км построено 14 тоннелей общей длиной 26,5 км, в том числе 10,3 км железнодорожных, 6,7 км — автомобильных, 9,5 км — штольни. Также построено 40 автодорожных и 37 железнодорожных мостов и эстакад общей протяжённостью 35 км. Строительство авто- и железной дороги на Красную Поляну завершено в ноябре 2013 года.

## Тоннельные комплексы
- Тоннельный комплекс № 1 трассы Адлер — Красная Поляна (Ахштырский тоннельный комплекс). Протяженность железнодорожного тоннеля — 2475 м, штольни — 2330 м, автодорожного тоннеля — 2287 м.
- Тоннельный комплекс № 2 трассы Адлер — Красная Поляна. Протяженность 122 м.
- Тоннельный комплекс № 3 трассы Адлер — Красная Поляна. Протяженность железнодорожного тоннеля — 4565 м, штольни — 4534 м, автодорожного тоннеля — 3169 м.
- Тоннельный комплекс № 4 трассы Адлер — Красная Поляна. Протяженность 441 м.
- Тоннельный комплекс № 5 трассы Адлер — Красная Поляна. Протяженность автодорожного тоннеля — 1333 м, штольни — 2848 м, железнодорожного тоннеля — 2864 м.
- Тоннельный комплекс № 6 трассы Адлер — Красная Поляна. Протяженность 433 м.

## Критика
Объект неоднократно критиковался в СМИ как самый дорогой объект олимпийского строительства, который будет работать с неполной нагрузкой после окончания Олимпиады. И действительно, из-за несогласованности финансирования железнодорожного сообщения между администрацией Краснодарского края и РЖД с 1 декабря 2014 года было сокращено вдвое количество поездов «Ласточка» на маршруте Адлер — Красная Поляна. Как сообщали СМИ, с 20 декабря 2014 года РЖД должна была полностью прекратить перевозки на сочинском полигоне Северо-Кавказской железной дороги (куда входит дорога Адлер — Красная Поляна): по сообщениям СКЖД, в 2013 году убытки от перевозок на этом участке составили более 1,1 млрд рублей, а по итогам 2014 года прогнозировались в сумме 1,4 млрд рублей. В декабре 2014 года появились сообщения о закрытии сочинского филиала ООО «Аэроэкспресс».
По информации Яндекс. Расписание от 04.07.2019 на маршруте Адлер — Роза Хутор имеется регулярное железнодорожное сообщение стоимостью 250р. продолжительностью 40 минут.
В то же время автомобильная трасса Адлер — Красная Поляна работает с хорошей загрузкой: её используют маршруты общественного (муниципальные автобусы) и коммерческого транспорта (маршрутные такси), а также частный транспорт.
Высказывались предложения сделать трассу платной.

## Происшествия
В феврале 2020 года из-за пожара часть трассы оказалась обесточенной, движение перекрыто, восстановительные работы продолжались несколько дней.

## Галерея
- Электропоезд «Ласточка» Сочи-Красная Поляна на вокзале в Олимпийском парке
- Железнодорожная линия Олимпийский парк — Роза Хутор, вид из кабины электропоезда ЭС1
- Мост на автомобильной дороге Адлер — Красная Поляна
- Железнодорожный вокзал «Красная Поляна»
- Мост, вид при движении в сторону Роза Хутор